# 克里斯蒂安·弗洛姆
克里斯蒂安·弗洛姆（德語：Christian Fromm；1990年8月15日—）是一位德國排球運動員。他是德國國家排球隊的一員，代表德國參加了2014年世錦賽獲得銅牌。